# Лушка, Губерт фон
Губерт фон Лушка (Hubert von Luschka, 1820—1875) — германский анатом.

## Биография
Лушка изучал фармацию, потом медицину. В 1849 году стал прозектором и экстраординарным профессором в Тюбингене, в 1855 году ординарным профессором общей патологической и хирургической анатомии там же и директором анатомического института.

## Труды
- «Die Nerven in d. harten Hirnhaut» (Тюбинген, 1850),
- «Der nervus phrenicus des Menschen» (там же, 1853),
- «Die Adergeflechte des menschlichen Gehirns» (В., 1855),
- «Die Brustorgane des Menschen in ihrer Lage» (Тюбинген, 1857),
- «Der Hirnanhang und die Steissdrüses des Menschen» (Б., 1860),
- «Die Anatomie des Menschen in Rücksicht auf die Bedürfnisse der praktischen Heilkunde» (3 т., Тюбинген, 1862—1869),
- «Der Schlundkopf des Menschen» (Тюбинген, 1868),
- «Die Lage der Rauchorgane» (Карлсруэ, 1873).